# Britt Karin Larsen
Britt Karin Larsen (16 de abril de 1945) es una escritora y poetisa noruega. Debutó en 1978 con 5 mg blues og andre dikt. En 2014 recibió el Premio Dobloug de la Academia Sueca.

## Obras
- 5 mg blues og andre poesía – poesía (1978)
- Kniven skal du ta vare på – poesía (1981)
- Før stengetid – poesía (1983)
- Hvorfor venter vi her? – poesía (1986)
- Du er likevel til. Brev til et barn som ikke ble født – prosa (1989)
- Ingenting er helt som før – literatura infantil y juvenil (1990)
- I ly for regnet – novela (1990)
- Ørkenhagen – poesía (1991)
- Engang var vi som vinden – no ficción (1991)
- Det nye havet – literatura infantil y juvenil (1991) (ilustrado por Torill Marø Henrichsen)
- Alexanders hemmelighet – literatura infantil y juvenil (1992)
- Ormens øye – novela (1993)
- Reise om høsten – novela (1994)
- Som snøen faller – novela (1995)
- Munnen i gresset – novela (1996)
- De som ser etter tegn – novela (1997)
- De usynliges by – novela (1998)
- Sangen om løpende hester – novela (1999)
- Å finne en skog – poesía (2000)
- Vesle-Hjalmar og kilden – literatura infantil y juvenil (2001) (en coautoría con Liv Borge. Illustrert av Torill Marø Henrichsen)
- Et annet folk – documental (2001)
- Duggpunkt ved daggry – novela (2001)
- Det kan komme fine dager – novela (2002)
- Fortellinger om kjærlighet – novela (2003)
- Som kjærlighet, nesten. En bok om alkohol – no ficción (2004) (en coautoría con Tor Georg Danielsen)
- Den humpete veien til  førerkortet – documental (2007)
- Vesle- Hjalmar og vinterslottet – literatura infantil y juvenil con Liv Andersen (2009)
- Det vokser et tre i Mostamägg – novela (2009)
- Himmelbjørnens skog– novela (2010)
- Som steinen skinner– novela (2011)
- Den lykkelige vandreboka– documental (2011)
- Før snøen kommer– novela (2012)
- Det synger i lauvet– novela (2013)